# Tandlijst

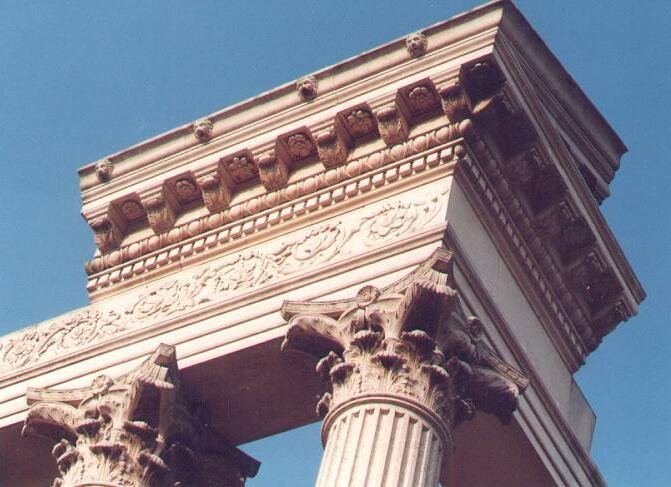
Reconstructie van de zn. "Haventempel" te Xanten met tussen het fries en het Ionisch cymatium de tandlijst

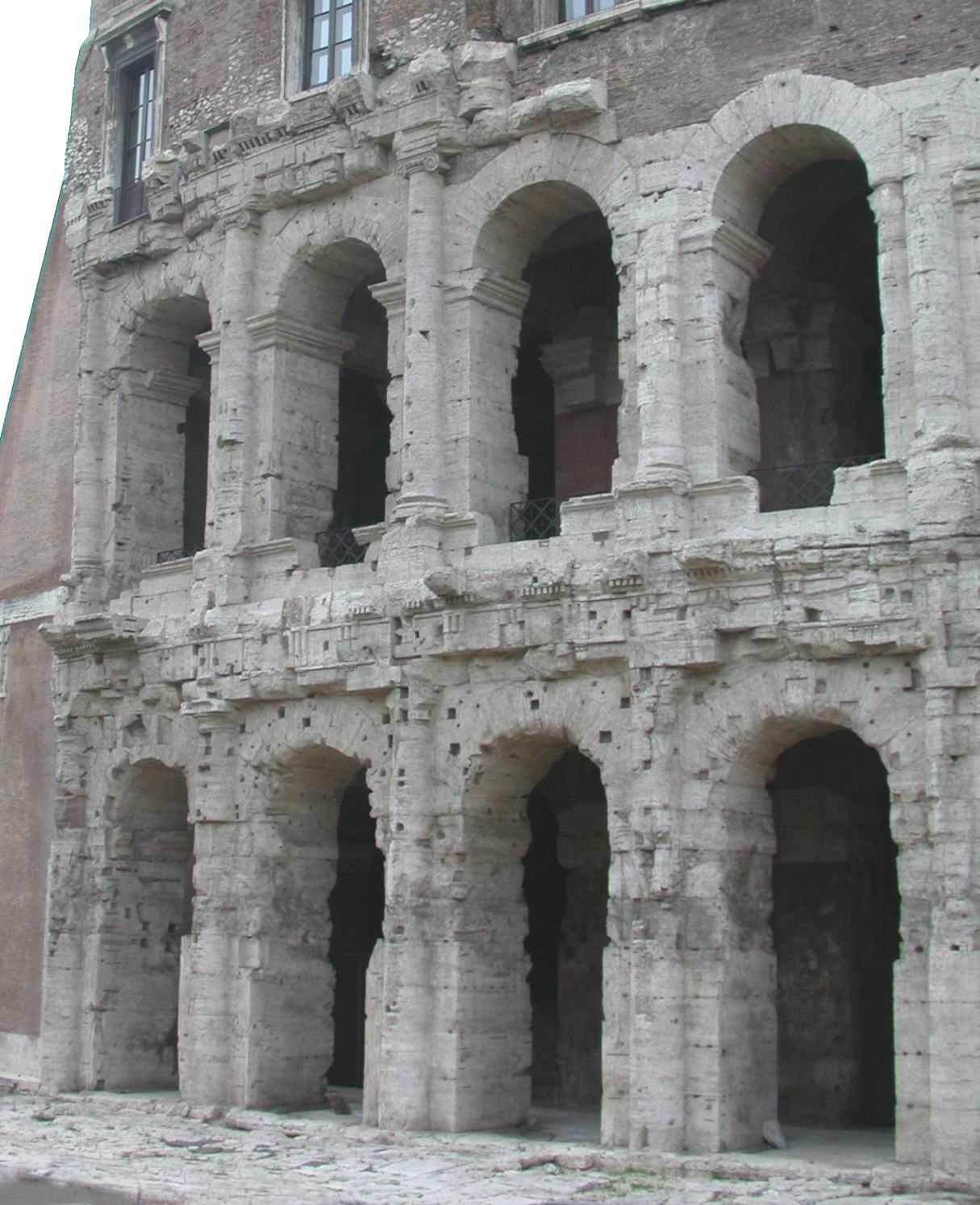
Dorisch entablement mét tandlijst op de onderste verdieping van het Theater van Marcellus

De tandlijst is een versiering waarbij in een muur uitstekende stenen zijn aangebracht.
Het werd onder andere toegepast in de Ionische en de Korinthische orde. Ter versiering van een uitspringende kroonlijst, werd hieronder een rij blokjes geplaatst, de tandlijst.
Volgens Vitruvius waren deze blokjes terug te voeren op de uiteinden van de daksparren (asseres) uit de tijd dat tempels nog grotendeels van hout waren gemaakt.
Incidenteel werden in de Romeinse architectuur ook tandlijsten bij de Dorische orde toegepast. Voorbeelden hiervan zijn het Theater van Marcellus en de Thermen van Diocletianus.

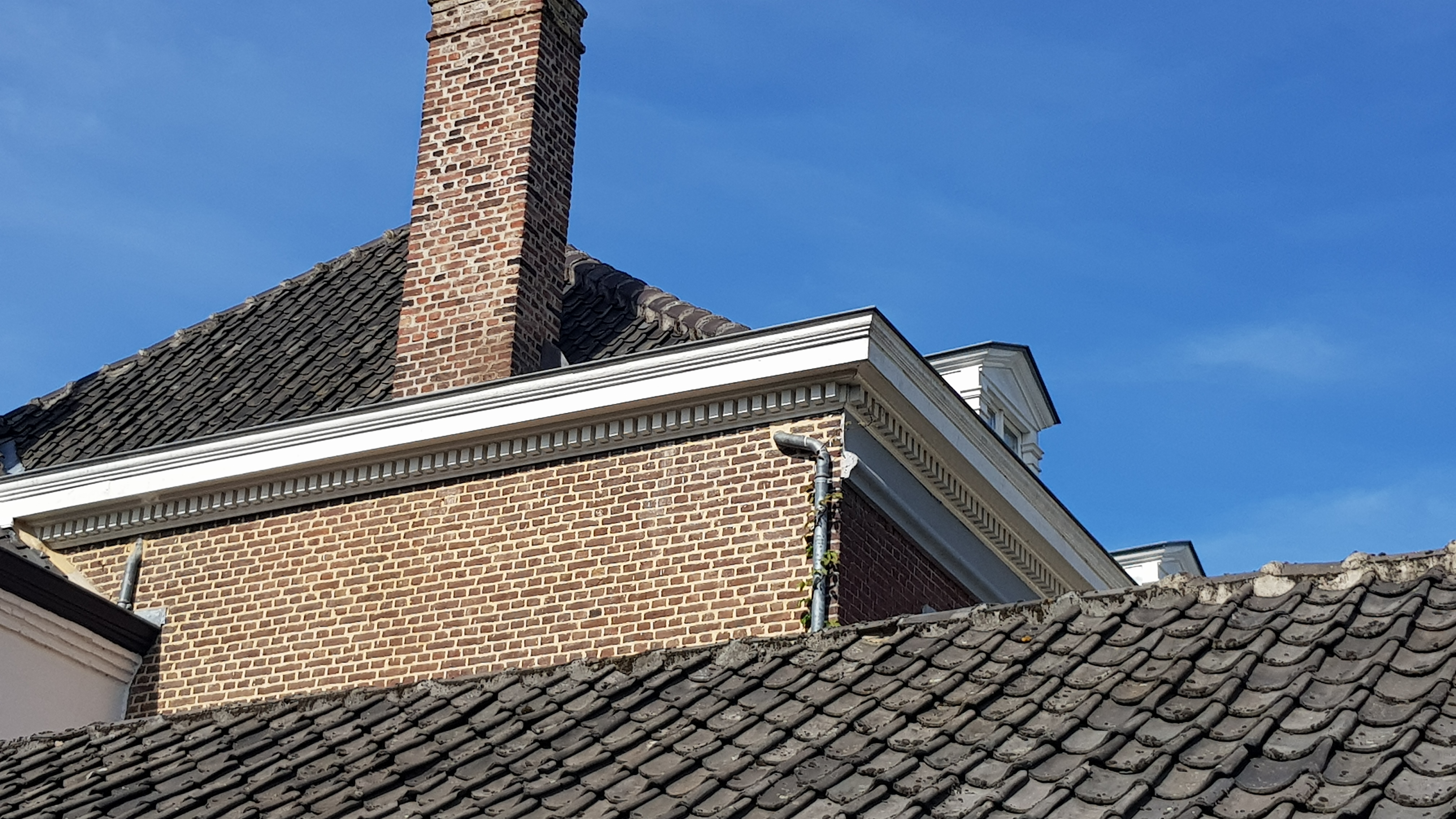

## Soorten
Verschillende soorten tandlijsten zijn: 
- muizentand/overhoekse muizentand: met de punt naar voren onder een hoek van 45°
- zaagtand: met de punt naar voren onder een hoek anders dan 45°
- bloktand/platte muizentand: recht met de kop naar voren